# Akşehir
Akşehir (türkisch für weiße Stadt) ist eine Stadtgemeinde (Belediye) im gleichnamigen Ilçe (Landkreis) der Provinz Konya in der türkischen Region Zentralanatolien und gleichzeitig ein Stadtbezirk der 1986 gebildeten Konya Büyükşehir Belediyesi (Großstadtgemeinde/Metropolprovinz). Seit der Gebietsreform ab 2013 ist die Gemeinde flächen- und einwohnermäßig identisch mit dem Landkreis.
Der Kreis/Stadtbezirk war in antiker Zeit und im Mittelalter bekannt unter dem Namen Philomelion (Altgriechisch) bzw. Philomelium (Latein). Das Wappen der Stadt zeigt die humoristische Figur Nasreddin Hoca verkehrt herum auf seinem Esel sitzend, die Jahreszahl 1854 deutet auf das Jahr der Deklaration als Belediye (Gemeinde) hin.

## Geografie
Akşehir liegt im Westen der Provinz Konya und grenzt im Nordwesten an die Provinz Afyonkarahisar, im Südwesten und Süden an die Provinz Isparta, vom Nordosten bis zum Südosten sind Tuzlukçu, Ilgın und Doğanhisar Nachbarn aus der Provinz. Die Bevölkerungsdichte von 105 Einw. je km² erreicht fast das Doppelte des Provinzwertes (55).
Akşehir liegt ca. 15 Kilometer südlich des Akşehir Gölü, eines Sees im zentralanatolischen Hochland am Fuß der „Sultanberge “ (türkisch: Sultan Dağları).

## Geschichte

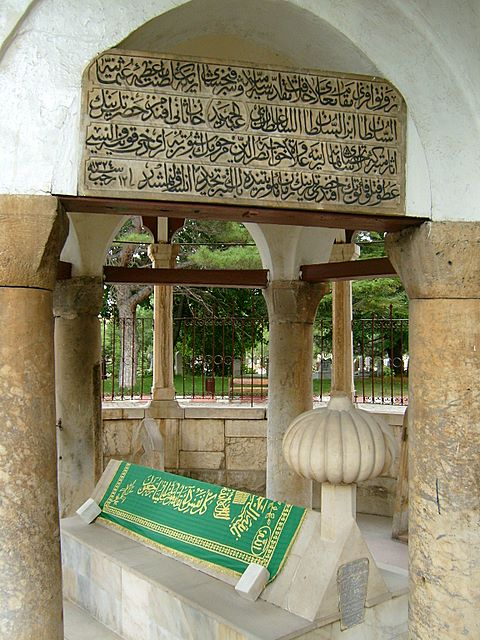
Türbe des Nasreddin Hoca

Die Gründung Akşehirs/Philomelions geht wahrscheinlich auf den makedonischen Prinzen Philomelos zurück, der im dritten Jahrhundert vor Christus lebte.
Während der Zeit des dritten Kreuzzuges, am 7. Mai 1190, war die Gegend von Akşehir Schauplatz der Schlacht bei Philomelion zwischen den Kreuzritter-Truppen Friedrichs I. und den muslimischen Rum-Seldschuken. Am 6. Mai 1190, wohl im Zuge der Schlacht bei Philomelion, starb der Minnesänger Friedrich von Hausen, der auf der Seite der Kreuzfahrer kämpfte.
Akşehir stand in seiner Geschichte unter der Herrschaft der Rum-Seldschuken, der Aschraf-Oghullari und der Qaraman-Oghullari. Unter Sultan Bayezid I. eroberten die Osmanen die Stadt.
In Akşehir befindet sich ein historisches Mausoleum, das laut der Aufschrift die Türbe des Ḫoca Nasreddīn / خواجه نصر الدين ist. Bereits der Reisende Evliya Çelebi besuchte dieses Grabmal und berichtete über seine „Reise zum Grabmal des Hoca Nasreddin“. In der Wissenschaft wird angenommen, dass dies das Grabmal der legendären Figur Nasreddin sein könnte. Diese Annahme und seine historische Existenz sind nicht zweifelsfrei nachgewiesen. Seit dem 5. Juli 1959 findet in Akşehir alljährlich vom 5.–10. Juli das Nasreddin-Hoca-Festival, seit dem 5. Juli 1974 das Internationale Akşehir Nasreddin-Hoca-Festival statt.

## Verwaltung
Der Kreis Akşehir (bzw. Kaza als Vorgänger) existierte schon bei Gründung der Türkischen Republik (1923) und wies zur ersten Volkszählung (1927) eine Einwohnerzahl von 46.061 auf 2260 km² Fläche auf. 9.293 Einwohner lebten in Ak-chehir (damalige frz. Schreibweise), eine der 66 Ortschaften (Nahiye).
(Bis) Ende 2012 bestand der Landkreis neben der Kreisstadt aus elf Stadtgemeinden (Akşehir, Altuntaş, Atakent, Çakıllar, Doğrugöz, Engili, Gölçayır, Karahüyük, Ortaköy, Reis und Yazla) sowie 23 Dörfern (Köy) in zwei Bucaks, die während der Verwaltungsreform 2013 in Mahalle (Stadtviertel/Ortsteile) überführt wurden. Die 21 existierenden Mahalle der Kreisstadt blieben erhalten, während die 16 Mahalle der elf anderen Belediye vereint und zu je einem Mahalle reduziert wurden. Durch Herabstufung dieser Belediye und der Dörfer zu Mahalle stieg deren Zahl auf 55 an. Ihnen steht ein Muhtar als oberster Beamter vor.
Ende 2020 lebten durchschnittlich 2.488 Menschen in jedem Mahalle, 13.505 Einw. im bevölkerungsreichsten (Yeni Mah.).

## Söhne und Töchter der Stadt
- Meray Ülgen (* 1941), Theatermacher und Karikaturist
- Adnan Tanrıverdi (1944–2024), ehemaliger Brigadegeneral, Unternehmer und politischer Berater
- Göksel Gencer (1974–2019), Fußballtorhüter und -trainer